# Qualitätswege Wanderbares Deutschland

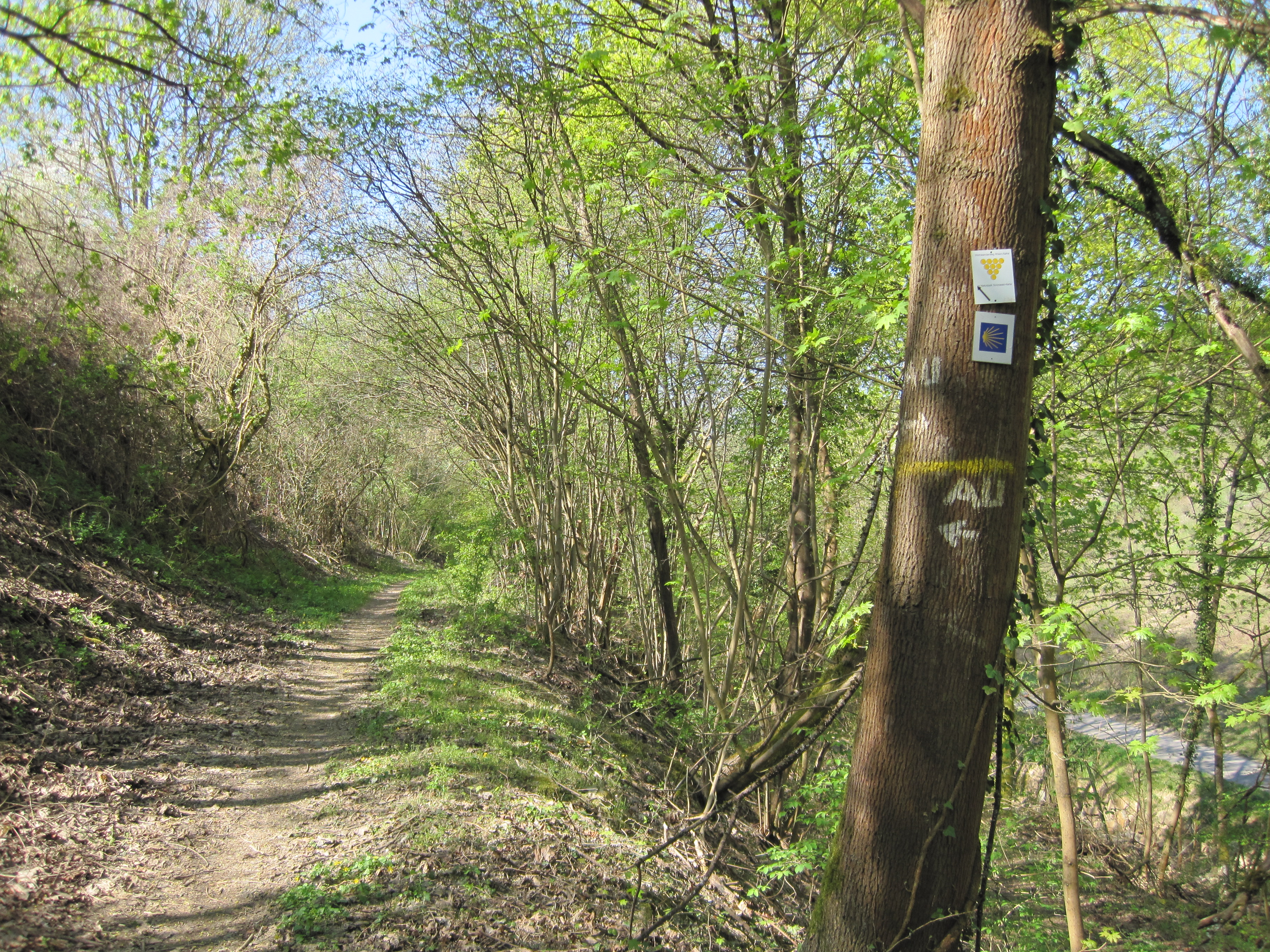
Ausoniusweg. Jeden ze szlaków z certyfikatem Qualitätswege Wanderbares Deutschland

Qualitätswege Wanderbares Deutschland – niemiecki certyfikat wyznaczający standardy dla szlaków turystycznych w tym kraju, nadawany przez Niemieckie Stowarzyszenie Turystyczne (niem. Deutschen Wanderverband).

## Kryteria
Jakość szlaku jest badana pod różnymi kątami. Ocena za pomocą kryteriów opiera się na następujących pięciu filarach:
- cechy ścieżki (trasa, powierzchnia, szerokość),
- system znakowania (znaki, tablice, drogowskazy)
- przyroda i krajobraz (atrakcje przyrodnicze, formacje krajobrazowe),
- kultura (zabytki regionu, architektura, muzea),
- infrastruktura (gastronomia, przystanki komunikacji publicznej, parkingi)[2].

Jeśli chodzi o certyfikację, rozróżnia się dwie grupy szlaków: wielodniowe (szlaki długodystansowe ponad 20 km długości) i jednodniowe (od 2 do 25 km długości).

## Obowiązywanie
Certyfikat wydawany jest na okres trzech lat, na wniosek zainteresowanego gestora szlaku i po ocenie przez członków Deutschen Wanderverband. Po tym czasie jakość trasy należy ponownie sprawdzić. Znak jakości może być używany w mediach drukowanych i w internecie do promowania danego szlaku.